# Тополи (Луганская область)
Тополи (укр. Топо́лі) — село, относится к Троицкому району Луганской области Украины.
Население по переписи 2001 года составляло 635 человек. Почтовый индекс — 92130. Телефонный код — 6456. Занимает площадь 19,17 км². Код КОАТУУ — 4425487501.

## Местный совет
92130, Луганська обл., Троїцький р-н, с. Тополі, вул. Радянська, 14  (укр.)